# Edimax Technology
Edimax — тайваньский производитель сетевого и телекоммуникационного оборудования.
Edimax Technology Co., Ltd основана в 1986 году и является одним из крупнейших производителей сетевого оборудования на Тайване. Edimax Technology производит и разрабатывает решения для Ethernet, Fast Ethernet, Gigabit Ethernet и WAN. Компания выпускает следующие продукты: сетевые карты, маршрутизаторы, коммутаторы, устройства сетевой печати, серверы доступа, шлюзы IP-телефонии и многое другое. Продукция продаётся под брендами Edimax и Comtrend